# Merrillia caloxylon
Merrillia caloxylon là một loài thực vật thuộc họ Rutaceae. Loài này có ở Indonesia, Malaysia, và Thái Lan.